# Dan Hardy

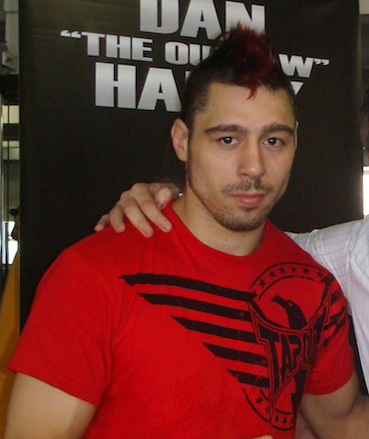
Dan Hardy 2010

Dan Hardy (* 17. Mai 1982) ist ein britischer Mixed-Martial-Arts-Kämpfer aus Nottingham. Sein Spitzname ist The Outlaw. Am 26. März 2011 betrug seine Kampfbilanz 23 Siege, neun Niederlagen und ein Kampf ohne Wertung.
Dan Hardy begann im Alter von sechs Jahren mit Taekwondo. Später trainierte er auch Muay Thai und weitere Kampfkünste. Sein MMA-Debüt hatte er im Juni 2004 an der Extreme Brawl 7. Die meisten Kämpfe seiner Karriere absolvierte er beim britischen Veranstalter Cage Warriors, deren Welterweight- und Light-Welterweight World Title er erringen konnte.
2008 wechselte Hardy zur Ultimate Fighting Championship. Seinen ersten Kampf hatte er im Oktober, als er an der UFC 89 Akihiro Gono nach Punkten besiegte. Nach Siegen über Rory Markham und Marcus Davis trat Hardy im November 2009 gegen Mike Swick an. Hardy ging als Sieger aus dem Ring und erkämpfte sich so das Recht auf einen Titelkampf gegen den Weltergewichts-Champion Georges St. Pierre. Der Kampf ging an der UFC 111 im März 2010 über die volle Zeit von fünf Runden und St. Pierre wurde zum Sieger erklärt. Den nächsten Kampf, an der UFC 120 im Oktober, verlor Dan Hardy durch K. o. gegen Carlos Condit. Auch an der UFC - Fight Night 24 am 26. März gegen Anthony Johnson unterlag er seinem Gegner, diesmal einstimmig nach Punkten.
Dan Hardy ist ein Liebhaber von Metal- und Punk-Musik und wird vom britischen Musiklabel Earache Records gesponsert. Seine Einlaufmusik ist England Belongs to Me von Cock Sparrer, mit denen er eine Neuversion des Lieds einspielte.